# Tres Reinos Tardíos
Los Tres Reinos Posteriores de Corea (892-936) consistieron en Silla, Hubaekje ("Baekje tardío") y Hugoguryeo ("Goguryeo posterior", luego reemplazado por Goryeo). Los dos últimos reclamaban herederos de los anteriores Tres Reinos de Corea, que habían sido unidos por Silla. Este período surgió de los disturbios nacionales durante el reinado de la Reina Jinseong de Silla, y normalmente se refiere a la época entre la fundación de Hubaekje por Gyeon Hwon y el momento en que Koryo unificó la península.
De hecho, este período corresponde al final de la Dinastía Silla, y como Balhae estuvo todavía en el norte hasta 926, se considera que Corea está todavía en la era del Norte y del Sur.
A finales de año, el gobierno de Silla se debilitó, y los pares locales surgieron como un levantamiento nacional causado por los impuestos excesivos en medio del poder de los caballos en cada región. Las figuras representativas son Gyeon Hwon, Gungye y Yanggil, que establecieron el renacimiento de Baekje,  y Gongye que consiguió el renacimiento de Goguryeo.
Al final, Silla se dividió de nuevo y comenzó la llamada era post-samguk. Más tarde, cuando el rey de Goguryeo derrotó a Gungye y surgió Wang Geon, la futura colonización de Corea por los tres reinos, que se centró en Goryeo.

## Antecedentes
En los  siglos IX y X, Silla se vio sacudida por los problemas derivados de su dependencia del «sistema de rango óseo», un rígido sistema de clases bajo el cual solo los de origen aristocrático podían ser nombrados para altos cargos. Se abusaba del sistema como medio para que la familia real gobernante dominara políticamente y esto causó mucho malestar en los últimos días de Silla. La nobleza local llamada hojok, en hangul:호족, y en hanja: 豪族), es decir, el clan local prominente, fortaleció su poder durante este período caótico reuniendo ejércitos propios y centralizando sus fuerzas de forma independiente. La disensión se profundizó en la nobleza tras la muerte del rey  Hyegong a medida que se intensificaba la disputa sobre la sucesión real y las luchas por el poder eran constantes entre los hojok. No solo el ambiente político era un caos, sino que el estado financiero de Silla era terrible. Los impuestos eran difíciles sin la cooperación de los nobles. Como resultado, la carga impositiva cayó fuertemente sobre los campesinos y agricultores, quienes se rebelaron en 889, el tercer año de reinado de la Reina Jinseong. Numerosas revueltas y levantamientos se produjeron durante los siguientes 100 años, derribando a Silla.
A medida que la era de Silla llega a su fin, la división de la sociedad aristocrática se profundizó y una serie de reformas políticas destinadas a fortalecer su régimen fracasó. En medio de tan feroz lucha, la lucha de la nobleza central por el trono tuvo lugar, lo que dio lugar a 20 cambios políticos desde el 768, el 4º año de reinado del Rey Hyegong, hasta el 887, el 1º año de reinado del Rey Jinseong.
En el exterior, los conflictos entre la clase dirigente y los militares, como los de los que se quejan, se han intensificado, lo que ha dado lugar a un caos político que ha debilitado gradualmente el control. Especialmente después del fracaso de las reformas políticas del rey Heungdeok, el control del gobierno central sobre las provincias se debilitó aún más por la feroz batalla por el trono.
En las zonas rurales, el poder de la nobleza y las provincias, separado del gobierno central, se convirtió en un poder central, con antecedentes como templos budistas, comercio exterior, fuerzas militares y gobierno local. Además, se redujo la base social del goldongbong, que se había utilizado para apoyar a la sociedad de Silla, lo que debilitó significativamente el estatus de los nobles de Jingol. Además, se amplió la gran gestión del territorio de los nobles de Jingol, y con la caída de los trabajadores autónomos y la pequeña clase agrícola, el hambre hizo que la gente deambulara y se agitara.
Como resultado, el gobierno central no ha podido recaudar impuestos de varios líderes locales, lo que ha llevado a que las finanzas nacionales se vean necesitadas. Debido a estos factores, la comunidad de Silla se dividió y ya no tenía el poder de apoyar a la nación. Los rebeldes comenzaron en varias partes del país cuando el control de Silla sobre la península se derrumbó y el fenómeno de descentralización se generalizó. En un principio, la población local se inclinó a parecer prometedora durante mucho tiempo debido a la pesada carga fiscal y a la dura aplicación del impuesto. Sin embargo, a finales de siglo, tuvieron que sufrir una carga del año del Estado, así como las contradicciones del sistema de recepción, que se agudizaron debido a la posesión de grandes casas de nobles y placeres decadentes. La población local oprimida iba de un lugar a otro o era protegida por los nobles de los poderosos, y sus soldados y esclavos eran molestados. Esta condición finalmente explotó en 889 con el impulso fiscal de la Reina Jinseong, que sentó las bases para una guerra civil nacional. Este colapso en el campo gobernante y la carga de los impuestos en los pisos inferiores llevó a Silla al camino de la autodeterminación, lo que condujo a la formación de un tercer reino.

## Baekje Tardío...

### Fundación
Cuando Silla empezó a desmoronarse, Gyeon Hwon, un exgeneral de Silla, lideró las tropas rebeldes para tomar la capital provincial de Mujinju (hangul:무진주, hanja:武珍州) en 892. Luego conquistó la región de Honam y en el año 900, Gyeon Hwon se declaró rey de Baekje Posterior, un país para revivir la gloria de Baekje. Estableció su capital en Wansanju (hangul:완산주, hanja:完山州), y continuó expandiendo el reino.
Fue fundada por Gyeon Hwon en 892 y fue establecida por el rey Taejo Wang Geon de Goryeo en 936, y fue establecida por el rey Taejo de Goryeo por 2 a 45 años. Silla cayó en la confusión en la época del reinado del Rey Hadae debido al lujo de los nobles, la corrupción y la sucesión del trono. Además, el fracaso de la reina JinSeong y la continua hambruna han hecho la vida más difícil para el pueblo. Sin embargo, mientras el gobierno central de Silla presionaba por los impuestos, estalló una rebelión nacional. En este ambiente, Gyeon Hwon lideró el grupo para ocupar Mujin-ju y declaró al pueblo que resolvería el rencor del rey Uija en 1989. Después de que Gungye fundara el reino, Goguryeo y Silla formaron un tercer reino para competir por la supremacía.

### Líder nacional
Gyeon hwon, al crecer, tenía mejor vello corporal que cualquier otro soldado, y fue a Gyeongju para convertirse en un campeón de la costa suroeste. En ese momento, la autoridad de la cámara del rey de Silla se redujo, y la región fue ocupada por el pueblo Hojo, formando una fuerza antiimperialista. En particular, cuando la reina Jinsin fue coronada, la disciplina política fue socavada por la tiranía de algunos de los dioses favorecidos por el rey, y la hambruna causó las esperanzas del pueblo y el levantamiento de la primera etapa. El ataque al suroeste de Juhyeon (interestatal) de Gyeongju fue recibido por muchas personas. Finalmente, en 892, el sexto año de reinado del rey Jinsin, conquistó Mujin-ju y ascendió al trono por sí mismo. En el año 900 d. C., fue a Wansan-ju, donde estableció una capital y la llamó Rey Hubakje, y nombró a todos los cargos y oficinas del gobierno. Al año siguiente, atacaron la Fortaleza Daeyeon, pero no lograron capturarla. En su ira por la invasión de Wang Geon a Naju en 910 (el 14º año de reinado del rey Hyeonseong), rodeó y atacó a 3000 hombres, pero no pudo ganar. Después de que Wang Geon derrotó a Gungye y fundó Goryeo, envió a Ilgil Chan para celebrar el ascenso de Wang Geon al trono. Pero de hecho, Goryeo y Hubaekje estaban luchando por el poder en ese momento. Llevó al ejército al sitio de Jinyeongseong en 922 (Rey Gyeongmyeong 4) con 10 000 personas. En respuesta, el rey Gyeongmyeong de Silla envió a Kim Yool a Goryeo para pedir ayuda. En 924 (Querido Rey 1), Gan Hwon envió a su hijo Sumigang a atacar el castillo, pero los soldados de Seongjeong no pudieron protegerlo.

### Desarrollo y expansión
Gyeon Hwon se levantó contra Silla. Primero, estableció el reinado del Rey Seokcheon y Dochan de Silla, y luego gradualmente se movió hacia el norte a Junju. En particular, hasta tiempos anteriores, Gyeon Hwon había afirmado ser simplemente un funcionario local de Silla, pero estableció su propio régimen al nombrar oficialmente al rey de Baekje después de la reubicación de Jeonju. Aunque no está claro si se reorganizaron el gobierno o las oficinas gubernamentales, parece que el gobierno ha gestionado la administración de Silla tal como era. Esto contrasta con el hecho de que Taebong, que fue fundado por Gungye y tenía su propio gobierno.
Gyeon Hwon se centró en la expansión del periódico local después de la reubicación de Jeonju en el año 900 d. C. El barco del periódico local de Gan Hwon se dividió en gran parte en tres regiones, con aspectos diferentes. En primer lugar, la zona costera suroeste, que es la base del poder temprano de Gan Hwon y la ruta marítima de China, estaba inicialmente desconectada del control del régimen de Gyeon Hwon y estaba relacionada con Wang Geon del régimen de Gungye. Así, hasta el establecimiento de Goryeo en 918, se centró principalmente en la persecución de Naju y la revolución del suroeste. 0].

### La herencia cultural
Gumsansa que es Todos los registros antes de la Invasión Japonesa de Corea fueron destruidos y se crearon documentos privados, citando el Samguk Yusa y los Tres Reinos Magos, y la construcción del Templo de Geumsansa se hizo en el año 599 (Rey de Baekje, Rey 1). Hasta ahora, Jinpo (王 表) ha sido reconstruido en cuatro años desde el año 762 (el 21º año del Rey Gyeongdeok de Silla) hasta el año 766 (el segundo año del Rey Hyegong de Silla)
Gumsansa es el lugar donde Gyeon Hwon fue encarcelado por su hijo, Sin Gum.

### Caída
Gyeon Hwon, que estaba expandiendo su territorio con una fuerte fuerza militar, fue repentinamente expulsado por su hijo Sin Geum. Un conflicto interno estalló sobre la sucesión del trono. Mientras trabajaba con sus pares locales para promover la política de matrimonio, Gyeon Hwon tenía varias esposas. Poco después de entrar en Mujinju, se casó con la hija de un grupo de personas de Mujin-ju, y más tarde recibió a la hija de los Ho-jong en el estado de Wansan, que fue designado como la capital. Naturalmente, había muchos príncipes. Como resultado, hubo una disputa por el trono después de Gyeon Hwon. Gyeon Hwon había favorecido a su cuarto hijo, Geumgang, y trató de hacerlo su sucesor, pero los tres hermanos del río Geumgang no estaban contentos. En particular, Shin, el hijo mayor, era el más descontento. Los tres hermanos, Shin, Yang, Yong-gae y el cuarto Geumgang, tenían madres diferentes. Finalmente, se levantó una nueva espada. Sinbeon destronó a su padre Gaon Hwon y lo encerró en el templo de Geumsansa. Y mataron al rey Augang. El segundo Rey de Hobaekje fue nombrado en honor al Rey.
Gyeon Hwon fue encarcelado en el Templo de Geumsansa durante tres meses. Mientras tanto, se escabulló y se entregó a Goryeo. Cuando Wang Geon, que había sido un enemigo hasta hace poco, pidió ayuda, aceptó felizmente a Gaon Hwon, lo llamó Padre y lo trató con gran devoción. En Goryeo, más de 100 000 soldados están organizados para atacar Baekbaeje. Cuando Gyeon Hwon ayudó a Wang Geon a atacar el país que había establecido, la nueva espada de Hubakje fue enfrentada por su padre. Los Hubaekje y el ejército de Goryeo se defendieron, pero los Hubaiji fueron derrotados por el poderoso ejército de Goryeo y se retiraron. Las tropas de Goryeo avanzaron hasta el nivel de Nonsan, y la nueva espada se rindió. Finalmente, el Hubaekje fue destruido (936), lo que puso fin a la era de los Tres Reinos.

### Batalla de Illicheon
En el año 936 (Taejo 19), hubo una batalla a gran escala entre Goryeo y Hubakje en Gumi, en la provincia de Gyeongsang del Norte. En ese entonces, la situación de Hobaekje estaba bajo el gobierno de Shingum, mientras que su padre Gyeon Hwon se rindió a Taejo. En junio de 936, Gyeon Hwon pidió a Taejo que atacara a Hubakje, su propio país, que estaba gobernado por su hijo, que lo exilió. y el rey Taejo lo envió primero al rey Mu y al general Park Soul-hee. El Cheonan era la base donde el difunto Ejército Baekhwa cruzó Chupungnyeong y entró en el área de Gungcheon y Chilgok a través de Gimcheon y Seonsan.
En septiembre, el propio Taejo lideró el 3er Ejército y se unió al ejército para avanzar al condado de Ilseon 02. En ese momento, dos ejércitos acamparon con Ilicheon entre ellos. El ejército coreano tenía el mayor número de tropas de combate entre los tres reinos, con un total de 87 500, incluyendo 40 000 caballos, 23 000 de infantería, 9800 de caballería y 14 700 soldados de varias provincias. Taejo obligó a Gong Jin a golpear el centro de Hu Baek-je justo después de su victoria, y la tercera división avanzó para atacarlo, y este último perdió el puesto. Las fuerzas de Hubaekjae fueron devastadas por las luchas internas cuando el liderazgo se derrumbó. 3200 personas fueron capturadas y 5700 asesinadas, incluyendo al General Swang y Gendal.
La batalla de Ilicheon fue una batalla feroz que llevó al último destino de Goryeo y Hubaekje. En esta batalla, Hobaekje fue derrotado y destruido, llevando a Wang Geon a unificar su reino.

## Goguryeo Tardío (HuGoguryeo)

### Fundación
Fue fundada en 901 por Gungye y permaneció durante 18 años hasta que fue destruida por Wang Geon en 918. Durante el reinado del Rey Jinsung, el poder nacional de Silla declinó rápidamente y su control se debilitó. Cuando las finanzas se debilitaron, se presionaron los impuestos, lo que condujo a una rebelión. En esta época, Gungye estableció un nuevo reino, más tarde Goguryeo, en nombre del renacimiento de Goguryeo, y más tarde cambió el nombre a Taebong. Taebong fue destruido por Wang Geon y posteriormente se estableció como Goryeo. En tiempos modernos, Taebong es a veces conocido como el Goguryeo posterior.

### Líder nacional
Gung Ye era un monje budista que se unió a los levantamientos políticos y se convirtió en un prominente general de las tropas rebeldes. Se cree que procede de un entorno real o noble. Algunos historiadores teorizan que era descendiente de Anseung, miembro de la familia real de Goguryeo, a quien se le dio el apellido real "Kim" de Silla. Gung Ye conquistó muchos territorios, entre ellos Gangneung (coreano: 명주; Hanja: 溟州), y con el apoyo de muchos líderes regionales, entre ellos el general Wang Geon, fundó más tarde Goguryeo en las regiones septentrionales en 901. Las regiones septentrionales, incluida Songak, la moderna Kaesong, fueron los baluartes de los refugiados de Goguryeo, y la ciudad natal de Wang Geon, Songak, se estableció como capital. En 904, el nombre del reino se cambió a Majin; en 905, la capital se trasladó a Cheorwon; y en 911, el nombre se cambió a Taebong.

### Desarrollo y expansión
A finales del siglo VIII, la lucha por el poder entre la nobleza central se hizo más feroz a medida que la disciplina nacional se aflojaba en Silla. Al debilitarse el control sobre las provincias, el campo se convirtió en un poderoso grupo con poder militar, económico y de nuevas ideas. Los nobles, que se habían asegurado el poder económico y militar, lucharon por el trono. Las fuerzas locales continuaron creciendo en esta confusión. Y algunos nobles que sentían problemas con la jerarquía comenzaron a unir fuerzas con las fuerzas locales. Gungye fue una de las fuerzas locales que creció a finales de la Dinastía Silla.
El poder de Silla se debilitó por estas fuerzas locales al entrar en el siglo X, dando lugar a la aparición de nuevos países. Gungye se convirtió en un subordinado de Yanggil en 892 y se ganó su confianza y atacó varias partes de la provincia de Gangwon. Durante muchos años, aumentó su poder y ocupó la zona del río Imjin, y estableció sus propios cimientos. En 898, entró en el condado de Songak y fundó los cimientos de la autosuficiencia.
Por esta época, Wang Geon quedó bajo el mando de Gongye. Se le dio el título oficial de Cheorwon Taesu, tomó su tierra contra Yanggil de Bukhwon, y se nombró a sí mismo rey en 901 años, llamando el nombre "Goryeo". "Movió su capital a Cheorwon en 905 y cambió su nombre nacional a Taebong en 911. Con Cheorwon en el centro, Gungye ocupó la mayor parte de Gangwon, Gyeonggi y el Mar Amarillo y partes de las provincias de Chungcheong, creando un poder mayor que el de Hubaekje y Silla. Taebong continuó invadiendo la parte norte de Silla. Al mismo tiempo, tomó a Naju obligando a Wang Geon a dirigir el ejército e invadir Hubaekje desde el Mar Occidental.

### La herencia cultural
Gungye fue originalmente un monje  budista, e incluso después de tomar el poder, vivió al estilo budista. Seokdeungnong (석등롱, 石燈籠, Linterna de piedra) que dejó atrás o el evento que acogió el Palgwanhoe (팔관회, 八關會) también afectó a Goryeo. Como la mayor parte del área está actualmente localizada cerca de la Zona desmilitarizada en el condado de Cheorwon-gun, es difícil de investigar debido a la especial situación de división.

### El golpe de Wang Geon
La influencia de los nobles fue reducida por los cheques de Gongye y la política popular. En 918, cuatro de los ayudantes de Gongye discutieron y nombraron a Wang Geon como rey y lanzaron un golpe de Estado. Mientras huía a Gangneung, se encontró con el ejército de ataque de Wang Geon-geon y perdió y se mató. Goryeosa dice que fue golpeado hasta la muerte. La leyenda dice que perdió la batalla y se mató. En otros lugares, Gungye trató de fortalecer la autoridad real contra los nobles, pero fue expulsado por fracaso.

## Silla
En 672, Silla unificó los tres reinos ganando la guerra contra la Dinastía Tang. Se convirtió en el primer país en unificar su territorio en la  Península Coreana. Después de aceptar a los habitantes de Goguryeo y Baekje y ganar la guerra contra la Dinastía Tang, lograron la verdadera unificación de los tres reinos. Más tarde, trabajó duro para llevar a los pueblos de Baekje y Goguryeo a Silla organizando políticas internas, y durante la mitad de la Dinastía de Silla, obtuvo un poderoso poder nacional. Sin embargo, al entrar en la última fase de la Dinastía de Silla, su poder nacional comenzó a debilitarse debido al caos social.

### Entre las sectas budistas, el budismo zen y la teoría de la adivinación basada en la topografía son populares.
En los primeros días de Silla, entre las sectas budistas, la tendencia cambió de «Budismo No-Zen» a «Zen». El Zen reclamaba una revelación budista. Y el "Zen" se centró en la construcción del carácter, dejando una doctrina complicada. Estaba en el lado opuesto del budismo no-Zen. Cuando Seondeok fue reina, el Zen llegó por primera vez a Silla. No conseguía mucha comprensión al principio. Sin embargo, comenzó a extenderse gradualmente desde la época del Rey 'Heondeok. Se puede decir que el Zen proporcionó a la gente local una base ideológica para la independencia. Eventualmente, condujo al colapso de Silla.
Y la teoría de la adivinación basada en la topografía es muy popular. Esta fue la mezcla del conocimiento de la geografía humana y la teoría de la referencia profética. El principal contribuyente a esto fue el monje budista, "Doseon", que estuvo activo a finales del siglo IX. Argumentó que el terreno y la geometría estaban estrechamente relacionados con la patogénesis del estado o del individuo. Por lo tanto, argumentó que se debía elegir un sitio para construir una base o una casa y una tumba. Luego argumentó que el país o los individuos podrían disfrutar de la felicidad. La capital de Gyeongju, que ya está unificada en Silla, tiene que ser desechada y trasladada a otro lugar que fue Songak y que se encuentra en Wanggan. Estas nuevas ideas fueron muy importantes para la poderosa familia que se preparaba para una nueva era.

### El sistema óseo de Silla
El sistema óseo de Silla causó los siguientes problemas estructurales. El primero es el problema del funcionamiento de los sistemas de identidad cerrados. En una atmósfera en la que cualquiera de la aristocracia "Jingol" podía ascender al trono con talento, el sistema de rango óseo ya no podía mantener su capacidad de gestión realista. En segundo lugar, el sistema de gobierno de Silla basado en el sistema de rango óseo puede considerarse como el sistema central de la parte 6. Sin embargo, con el crecimiento de la comunidad local, la gestión de un sistema centrado en Gyeongju estaba llegando al límite. En tercer lugar, es una variación de la familia. Una familia de parientes es la unidad básica de la sociedad de Silla. El sistema de estatus óseo de Silla y la dominación política y económica también eran manejados por grupos familiares. Sin embargo, en la época de la dinastía Silla, el tamaño y la naturaleza de la familia se dividían en unidades más pequeñas. Esto significa que ya no es posible que una familia de parientes funcione como una unidad básica de organización social. El cuarto es el colapso del sistema económico de Silla. Al final, la confusión en el reino de Silla reveló las contradicciones estructurales del sistema óseo y las limitaciones de sus principios operativos.

### Vida social y económica
La sociedad de Silla se basaba en el sistema de "rango de hueso". La sociedad de Silla era una sociedad aristocrática que fijaba el estatus político y social. Después de la unificación de tres naciones, aparecieron también los nobles con riqueza económica y los nobles con muchos esclavos, ganado y soldados. Después de la unificación, a medida que la población aumentaba y la vida mejoraba, se promovió ampliamente el proyecto de recuperación. Especialmente, en la época del Rey de Sinmón, se estableció el departamento de fábricas y se desarrolló la artesanía. Se produjeron artesanías, lacas con incrustaciones de nácar y artículos de bambú. Se exportaron a Japón y a la Dinastía Tang. Por lo tanto, se desarrolló el comercio de la construcción. La mayoría de las exportaciones a Tang son de oro, plata y ginseng. Por otro lado, las importaciones fueron varias sedas, ropa, papelería, libros. Tal desarrollo económico fue noble.
Estas estadísticas se analizan para obtener una recaudación fiscal precisa de los agricultores y la conveniencia de la movilización del trabajo. En esa época, los nobles hacían sus vidas a expensas de su bajo estatus. Por lo tanto, la perturbación política y social del fin de Silla se hizo más intensa. Las causas fundamentales del colapso de la sociedad de Silla son las siguientes.
Esto se debe a que no ha resuelto la contradicción que fijó el estatus social. Sin embargo, la estabilidad social no fue posible porque los gobernantes trataron de corregir la disciplina social discriminando el orden social mediante la discriminación de poder e identidad. Por el contrario, reunió a los sociópatas. Como resultado, la comunidad de Silla, que perdió su centro, no pudo superar la crisis política.

### Declive de Silla
Desde el punto de vista de la estructura de poder, los nobles aristócratas unen sus fuerzas con la familia real. Y cada uno de ellos tiene sus propias fuerzas militares privadas, por lo que se puede decir que es la época de la coalición o división aristocrática. Sin embargo, si se expande por todo el país, puede entenderse como el momento en que las fuerzas bárbaras locales se estaban levantando. Kim yang sang, un defensor de esta época, se convirtió en el rey de Seondeok después de la muerte del rey Hye - kyung. Sin embargo, no logró resolver las contradicciones políticas y sociales del revolucionario y murió a los cinco años de su reinado. Kim Kyung-shin, que ganó la competencia por el trono, fue coronado. Se convirtió en el Rey de Wonsong. Inició la reforma política en el año 788. Sin embargo, la reorganización de la estructura de poder centrada en la familia inmediata de la familia real causó insatisfacción con la nobleza.
Después de eso, el tío del rey, Kim un-seong, fue regente. Y a través de la revisión de la ordenanza y el establecimiento del sistema de ordenación, trató de fortalecer la estructura de poder que había comenzado a formarse en el futuro. Además, Kim un-seong asesinó al rey, y tales esfuerzos se promovieron aún más. Como resultado, creció el descontento con los nobles aristócratas alejados del sistema político centrado en la realeza. Así que en el año 822, Kim Hun-chang dirigió una revuelta en el estado de Unchon. Esta rebelión fue suprimida en un corto período de tiempo. Sin embargo, es importante señalar que la tendencia tribal local de la "poderosa familia local" fue muy promovida.
Más tarde, en el período del Rey Heungdeok, se llevó a cabo una política de reforma que regulaba la vida social de los Nobles. Hay muchas preguntas sobre su eficacia. Además, tras su muerte, se produjo una guerra de sucesión entre las familias reales más cercanas. Así, dos reyes fueron sacrificados durante tres años. Durante este período, las poderosas fuerzas familiares locales crecieron gradualmente. Y tienen la capacidad de abrumar a la familia real en el futuro. Las potencias marítimas como Jang Bogo eran notables. 'Cheonhaejin' fue establecida por Jang Bogo, quien regresó de la Dinastía Tang en 828. Despejó al pirata con mil tropas, así que se hizo cargo del mar. También supervisó el comercio entre Silla, Tang y Japón. Así que reinó como el rey del mar. Entró en la arena política central basado en las fuerzas marítimas. Ejerció su poderoso poder y entregó a su hija al Rey Mun Sung. Por otra parte, no logró solidificar su base política y causó una rebelión, pero fue asesinado.
Después de eso, en la época del Rey Kyungmun y Hunghang, los esfuerzos para recuperar el reino fueron constantemente probados. Sin embargo, es demasiado tarde para compensar el panorama general. Y cuando la Reina Jinseong sucedió al Rey Jung-kang, la situación se volvió desesperada. Así que las finanzas nacionales se enfrentaron a un colapso. En 889, el ajuste impulsó la imposición de impuestos al gobernador provincial para superar la crisis financiera, causando la insurrección de los agricultores. Al final, el gobierno no pudo resolver el problema. Esto condujo a un largo período de guerra civil.

### Destrucción de Silla
El rey Sindeok, el rey Gyeongmyeong y el rey Myung-eup reinaron durante 15 años (912 a 927) en su tercera generación. Durante este tiempo, Silla fue incapaz de controlar las fuerzas locales. Durante este confuso período, aparecieron Hubaekje de Gyeon Hwon y Goguryeo posterior de Gungye. Después de matar a Gungye, Wang Geon fundó Goryeo.
El Rey Taejo de Goryeo, que había derrotado a Gongye de Goguryeo, presentó una agresiva política de amistad hacia Silla. Sus políticas de amistad hacia Silla fueron útiles para conversar con el pueblo de Silla. De hecho, el Rey Taejo envió tropas de Goryeo al reino de Silla para ayudar a Silla y luchar con el ejército de Baekje (HuBaekje) cuando Hubaekje atacó Silla. Como resultado, la rendición voluntaria del Rey Gyeongsun fue aceptada fácilmente para conquistar Silla.

## Unificación de los tres últimos reinos
Aunque más tarde Baekje comenzó como el líder en fuerza nacional gracias a sus fértiles llanuras y a los lazos diplomáticos con China, más tarde Goguryeo pronto se convirtió en la mayor fuerza en la nueva era de los tres reinos, ya que rápidamente expandió su territorio a casi tres cuartas partes de la península bajo Gung Ye y el general Wang Geon. Sin embargo, con el paso del tiempo, Gung Ye comenzó a llamarse a sí mismo el Buda Maitreya y a recurrir al despotismo, lo que provocó que fuera derrocado por Wang Geon en el año 918. Wang Geon estableció una nueva dinastía llamada Goryeo y trasladó la capital a Song-ak (hangul:송악, hanja:松嶽) al año siguiente, creando la nueva troika de Goryeo, Baekje y Silla.
Los tres reinos estaban en una constante lucha por el poder, aunque para entonces Silla se había debilitado hasta un estado de abatimiento y no representaba una gran amenaza para las otras dos naciones. Más tarde Baekje lideró con un enfoque ofensivo, pero Wang Geon de Goryeo dio más importancia a los lazos diplomáticos, lo que hizo que su reino se ganara el cariño de Silla. El conflicto entre Baekje y Goryeo fue constante cerca del territorio de Silla, ya que ambos países querían ejercer su poder sobre la región. Más tarde Baekje lideró el ataque a Gyeongju, la capital de Silla, en 927 y aplastó al ejército de Goryeo. Goryeo tomó represalias ganando la batalla de Gochang en 930 y reclamando el territorio de Ungjin en 934.
En 935, el Rey Gyeongsun de una Silla muy debilitada se rindió ante Goryeo. Durante este tiempo, las luchas internas de poder dentro de Hubaekje debilitan un país ya fatigado por la guerra. Gyeon Hwon nombró a su hijo menor Geumgang como heredero, pero sus otros hijos (por una esposa anterior) unieron fuerzas y se rebelaron, colocando al hijo mayor de Gyeon Hwon, Singeom, en el trono y confinando a Gyeon Hwon al templo de Geumsan. Gyeon Hwon más tarde escapó a Goryeo y unió fuerzas con el ejército de Wang Geon para atacar el mismo país que fundó. Más tarde Baekje cayó ante Goryeo en 936 y la península se reunificó.